# رودخانه جبا
رودخانه جبا (به لاتین: Jubba River) یک رود در اتیوپی است که در سومالی واقع شده‌است.